# Mahabaleshwar

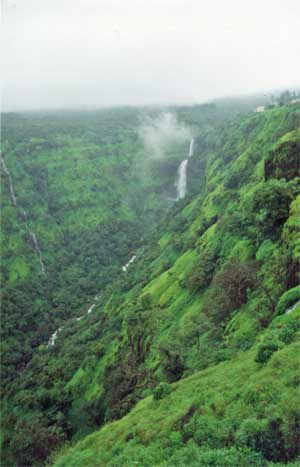
Vy utanför Mahabaleshwar.

Mahabaleshwar är en stad i den indiska delstaten Maharashtra. Den är belägen i distriktet Satara och hade 13 393 invånare vid folkräkningen 2011. Under brittiskt styre var Mahabaleshwar en så kallad hill station och sommarhuvudstad i presidentskapet Bombay.